# Лаїт Хуссейн
Лаїт Хуссейн (араб. ليث حسين, нар. 13 жовтня 1968, Багдад) — іракський футболіст, що грав на позиції півзахисника. Відомий за виступами у складі іракських клубів «Аль-Завраа» та «Ар-Рашид», низки закордонних клубів, а також у складі збірної Іраку на кількох великих міжнародних турнірах.

## Клубна кар'єра
Лаїт Хуссейн народився в Багдаді. У дорослому футболі дебютував 1983 року виступами за столичну команду «Аль-Завраа», в якій провів три сезони. З 1986 року грав у команді «Ар-Рашид», після переформування клубу в 1990 році повернувся до «Аль-Завраа». З 1993 до 1997 року грав у складі катарського клубу «Аль-Райян». З 1997 року до 2000 року грав у ліванському клубі «Аль-Ансар». З 2000 до 2003 року знову грав у складі багдадського клубу «Аль-Завраа», після чого завершив виступи на футбольних полях.

## Виступи за збірну
Лаїт Хуссейн дебютував у складі збірної Іраку у 1986 році. У 1989 році він грав у складі молодіжної збірної на молодіжному чемпіонаті світу в Саудівській Аравії, де грав у тому числі проти збірної Іспанії, відзначившись забитим м'ячем у її ворота, що дозволило іракській збірній перемогти в цьому матчі, виграти групу та вийти до чвертьфіналу турніру. У 1988 році у складі збірної він брав участь в Олімпійських іграх в Сеулі. У 1996 році він грав у складі збірної на Кубку Азії, на якому іракська збірна досягла чвертьфіналу. Протягом кар'єри у національній команді, яка тривала до 2002 року, провів у її формі 80 матчів, забивши 21 гол.

## Титули і досягнення
- Чемпіон Іраку: 1987-88, 1988-89, 1990-91, 2000-01
- Володар Кубка Іраку: 1987-88, 1990-91, 1992-93
- Чемпіон Катару: 1995-96
- Володар Кубка наслідного принца Катару: 1995, 1996
- Чемпіон Лівану: 1997-98, 1998-99
- Володар Кубка Лівану: 1998-99
- Володар Елітного кубка Лівану: 1997, 2000
- Володар Кубка Федерації Лівану: 1999, 2000
- Володар Суперкубка Лівану: 1997, 1998, 1999
- Володар Суперкубка Іраку: 2000

Збірні
- Переможець Юнацького (U-19) кубка Азії: 1988
- Переможець Кубка арабських націй: 1988
- Переможець Кубка націй Перської затоки: 1988